# Amphitheater von Nîmes

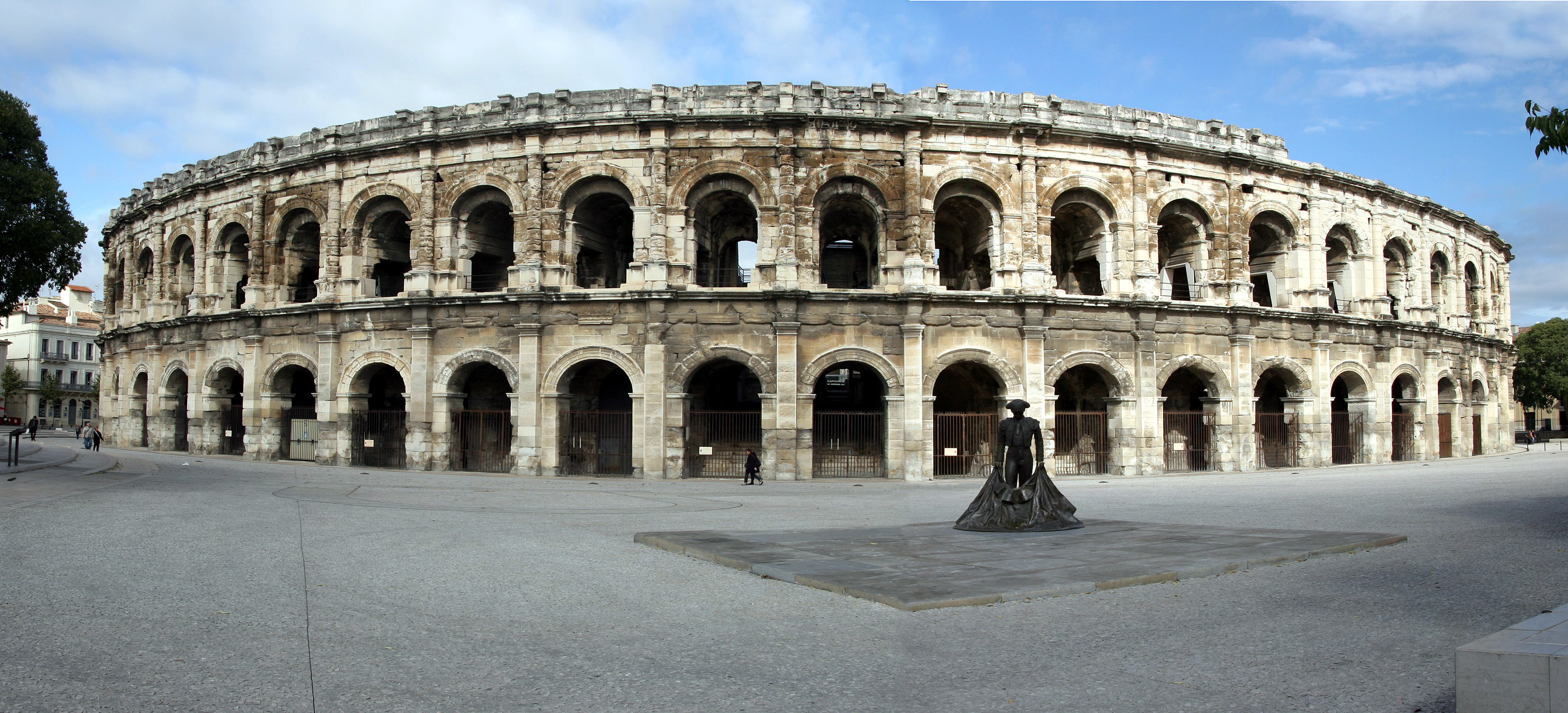
Das Amphitheater von außen

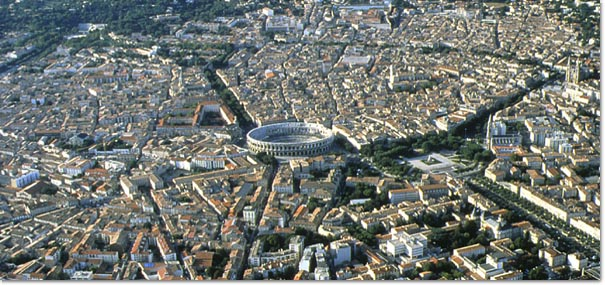
Luftbild des Amphitheaters in Nîmes

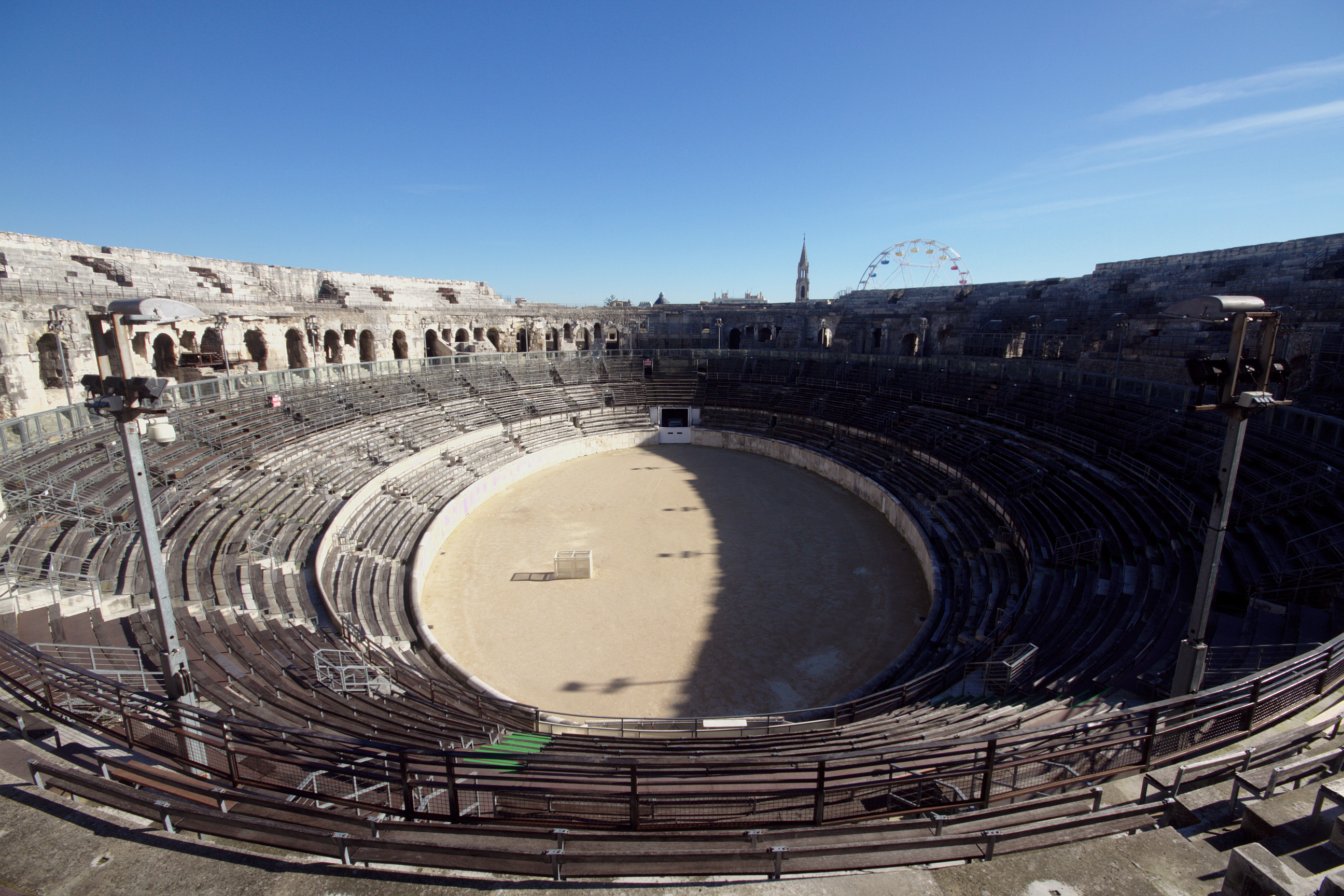
Innenraum

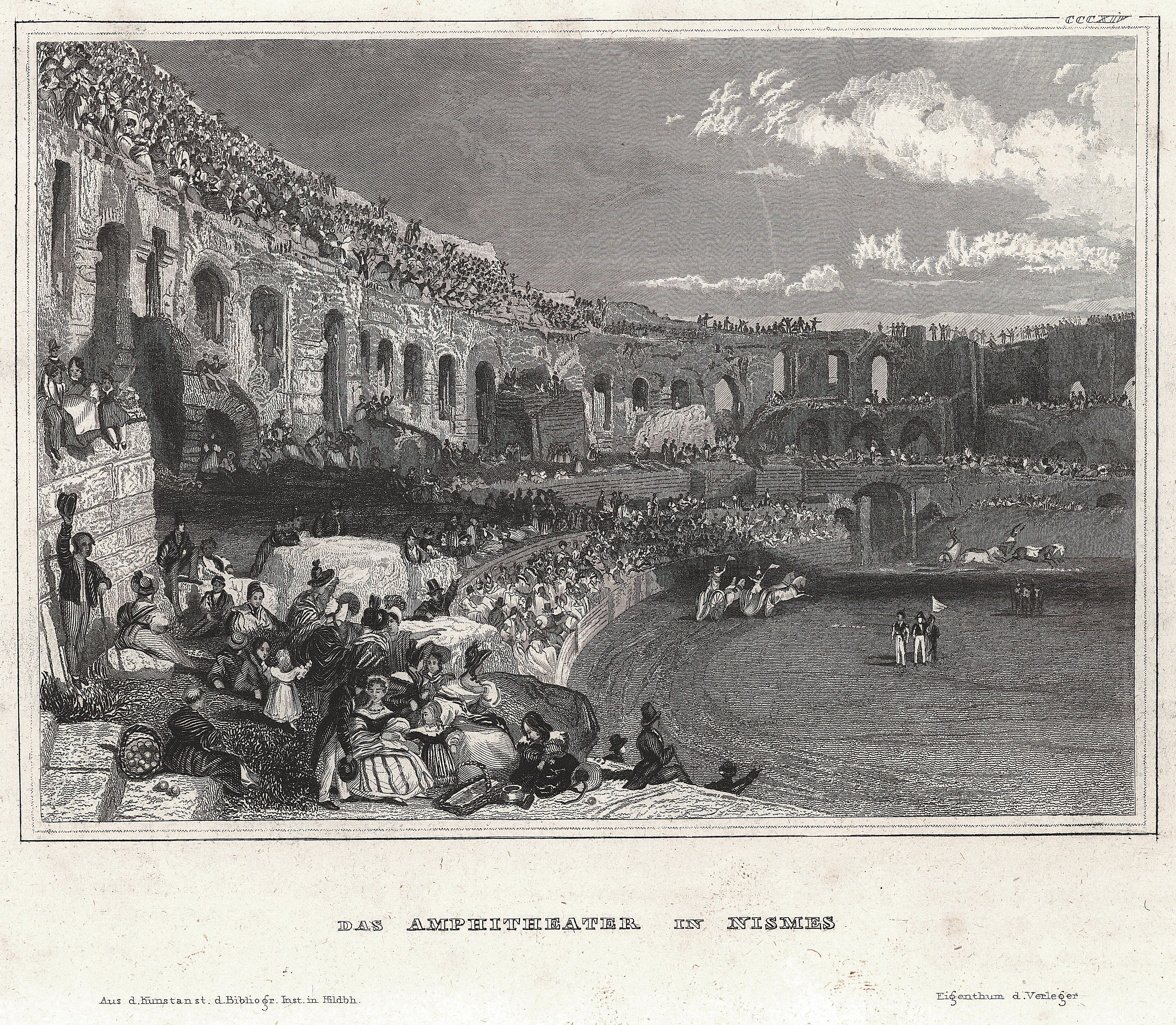
Gut besuchte Veranstaltung im Amphitheater um 1840

Die Arènes de Nîmes ist ein römisches Amphitheater in der französischen Stadt Nîmes.
In Nîmes, der colonia Nemausus in der Provinz Gallia Narbonensis des Römischen Reichs, wurde das Amphitheater zwischen 90 und 120 n. Chr. nach dem Vorbild des römischen Kolosseums erbaut. Während der Völkerwanderung diente es als Fluchtburg. 1863 wurde es in eine Stierkampfarena umgewandelt und heute finden dort auch andere Veranstaltungen statt.

## Geschichte
Der heutige Bau entstammt der zweiten Hälfte des 1. Jahrhunderts nach dem Vorbild des römischen Kolosseums. Mit einer Kapazität von 25.000 Zuschauern war das Amphitheater in vier Bereiche aufgeteilt. Im Innern zählte es 34 Sitzreihen. Das Gebäude mit ovalem Grundriss hat eine Länge von 133 m und eine Breite von 101 m, bei einer Höhe von 21 m. Die Hauptachse der Arena misst 69 m, 38 m die Nebenachse. Ursprünglich zierten seine Fassade zwei Stockwerke mit jeweils 60 Bogenstellungen (Arkaden), die von einer Attika überragt wurden. In der Antike waren auf den ersten Sitzreihen die Namen der Inhaber graviert, deren Plätze so reserviert waren.
In der Spätantike floh die Bevölkerung in den Schutz der Ringmauer des Gebäudes, das so zur Festung wurde, mit zwei Kirchen, 220 Häusern und einer kleinen Burganlage.
Heute zählen die Arènes zu den besterhaltenen der Welt. Seit 2006 wird der Standort im Auftrag der Öffentlichkeit von einem privaten Betreiber verwaltet (Culturespaces); seither wurden museumspädagogische Maßnahmen wie Schautafeln und Audioguides eingeführt, die die Geschichte der Gladiatoren und des Stierkampfes behandeln.

## Aktuelle Nutzung
Jährlich werden dort rund 20 Corridas und Courses Camarguaises sowie verschiedene kulturelle Ereignisse (wie Konzerte oder Historienspiele) ausgerichtet.
Auch Bands wie Rammstein und Metallica traten schon im Zuge des Festival de Nîmes in diesem Theater auf – nach einem ersten Auftritt im Jahr 2005 (der auf deren zweiten Livealbum und Konzertfilm Völkerball dokumentiert wurde) spielte die deutsche Band Rammstein im Juli 2017 dort an drei aufeinanderfolgenden Tagen vor ausverkauftem Haus. Die britische Rockband Dire Straits nahm hier Teile ihres zweiten Livealbums On the Night auf.
Die Sitzplatzkapazität beträgt heute 13.000 Plätze. Abgesehen von diesen Veranstaltungen ist das Amphitheater ganzjährig für Touristen zur Besichtigung geöffnet.